# Bornealcis
Bornealcis là một chi bướm đêm thuộc họ Geometridae.

## Các loài
- Bornealcis derivata (Prout, 1926)
- Bornealcis expleta (Prout, 1932)
- Bornealcis versicolor (Prout, 1915)